# Cramptonomyia spenceri
Cramptonomyia spenceri är en tvåvingeart som beskrevs av Alexander 1931. Cramptonomyia spenceri ingår i släktet Cramptonomyia och familjen tjockribbsmyggor. Inga underarter finns listade i Catalogue of Life.